# Louis Doedelplein

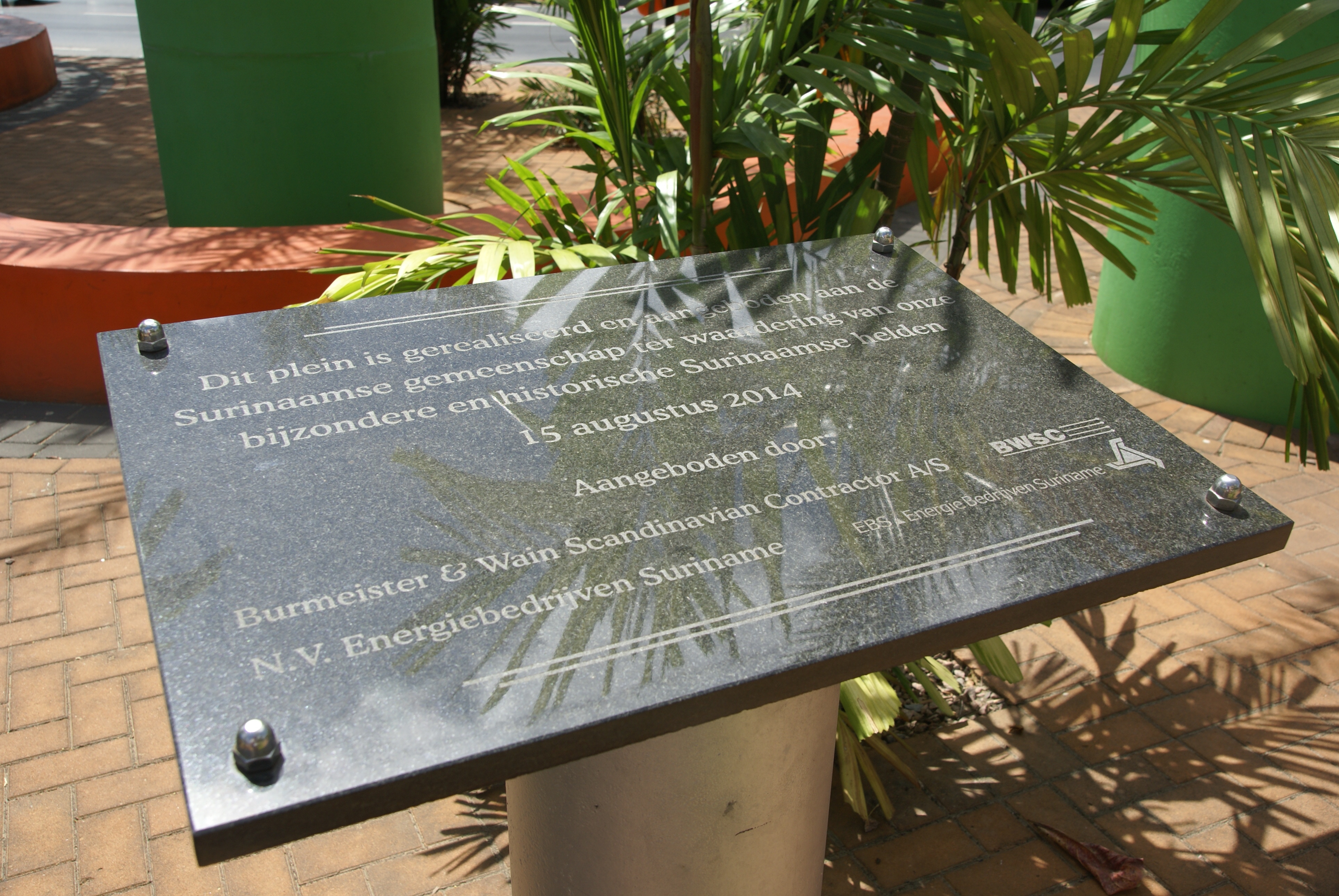
Dit plein is gerealiseerd en aangeboden aan de Surinaamse gemeenschap ter waardering van onze bijzondere en historische Surinaamse helden, 15 augustus 2014.

Het Louis Doedelplein is een plein in Paramaribo, Suriname. Het bevindt zich bij de samenkomst van de Saramaccastraat en de Zwartenhovenbrugstraat.
Op dit plein werd in 1963 een groenhartboom geplant door mevrouw Currie ter herinnering aan het 100-jarige jubileum van de afschaffing van de slavernij in Suriname.
De naam Louis Doedelplein werd in 1983 officieel toegekend, ten tijde van het militaire regime. Een naambord heeft het sindsdien niet gekregen, ook niet bij de onthulling van het borstbeeld van Louis Doedel in 2013 bij SIVIS aan de Arabistraat, en evenmin later (stand 2021).
Louis Doedel was de eerste vakbondsleider van Suriname. Nadat hij protesten van duizenden mensen had georganiseerd, werd hij in 1937 ter observatie opgenomen in de psychiatrische inrichting Wolfenbüttel. Hier bleef hij 43 jaar lang tot twee weken voor zijn dood in 1980.